# Dona Michelle
Michaela Ripková  (* 31. října 1979, Opava), v hudebním světě vystupující pod pseudonymem Dona Michelle je houslistka, kytaristka, hudební skladatelka a textařka. Na svém kontě má již 11 natočených CD. Je zakladatelkou a frontmankou dvou kapel, se kterými si zahrála na mnoha velkých českých festivalech. Kromě moderní hudby se věnuje i hudbě klasické, je autorkou několika odborných článků týkajících se hudební improvizace v jazzu a hry na elektrické housle a elektrickou kytaru.

## Umělecké začátky
Už od útlého dětství Dona hrála na housle a kytaru. V patnácti letech se přidala k country kapele Red Hats, ve které hrála na housle a se kterou koncertně procestovala celou Evropu. Přestože studovala na gymnáziu, cítila, že její život se bude ubírat pravděpodobně hudebním směrem, a tak po dvou letech přestoupila na Janáčkovu konzervatoř v Ostravě. V kapele postupně začala hrát i na kytaru. S Red Hats nahrála jedno demo a CD American Country. Na obou nahrávkách hraje na housle.

## Vlastní hudební tvorba a kariéra

### Kapriola
Kapelu Red Hats Dona opustila v roce 2002 s vizí založení vlastní ženské kapely, která bude hrát tvrdý rock a ve které bude moci uplatnit svou sólovou hru na elektrickou kytaru a své textařské nadání. V této době již studovala obor housle na vysoké škole v Ostravě a scelovala si své hudební plány. Zanedlouho vznikla hardrocková babská kapela Kapriola, která hraje její skladby a texty.

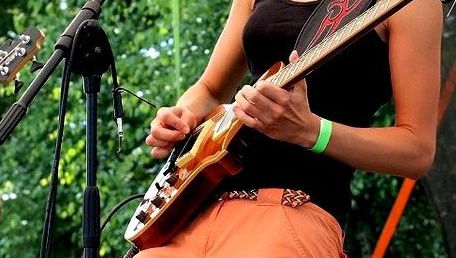
kytaristka Dona Michelle

Dona tuto kapelu zasadila do ostravského prostředí, uzpůsobila tomu i skladby včetně textů a dala jí do vínku styl, který sama nazvala jako ostravsky zemity babsky rock. Nejslavnější skladbou první éry této kapely se stala píseň Pagunini, na kterou Dona natočila v roce 2009 svůj první klip, jenž v roce 2010 dostal ocenění televize Óčko. Doně Michelle se podařilo dostat i několik skladeb do rádií a to právě Paguniniho a Království za lilii.
Po těchto koncertech v roce 2010 kapelu zasáhly potíže a začala lehce stagnovat. Konečným a správným řešením se ukázala změna sestavy a image. Po roční odmlce je Kapriola opět zcela babská kapela.

### Dona Said Yes

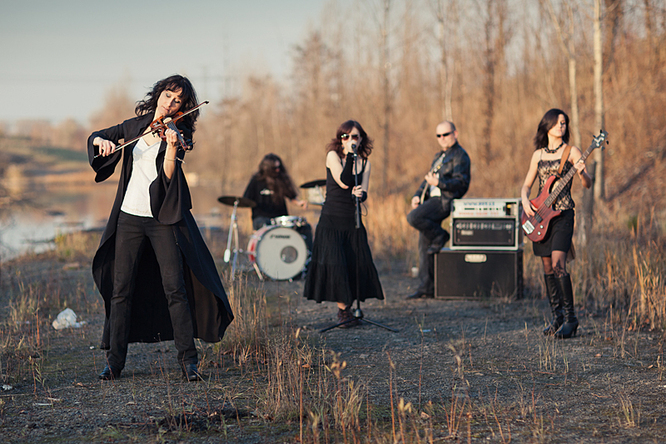
Dona Said Yes

Dona Said Yes je jakási odnož Kaprioly, sólový projekt Dony, který obsahuje vše, co Kapriola nemůže z žánrových důvodů pojmout. V roce 2010 a 2011 DSY mělo i formu kapely, která byla opět spíše ženská. Sestava této kapely se velmi měnila a na konci roku 2012 ukončila své působení na hudební scéně. V těchto letech vznikly dvě CD My name is Dona a The Animal In Me.

## Další tvorba
Kromě moderní hudby se Dona rovněž věnuje skládání klasické hudby převážně pro housle (hlavně capriccia) a psaní krátkých literárních útvarů (povídky, reportáže). V roce 2008 měla vlastní rubriku v časopise Talent, ve které se věnovala improvizaci v houslové jazzové hře. Dále pořádá sólové multiinstrumentální koncerty.

## Diskografie

### Red Hats
- 1999 - American Country
- 2001 - Demo

### Kapriola
- 2003 - Demo
- 2004 - I vrakoviště má svůj půvab
- 2006 - Absurdní
- 2009 - Monday
- 2010 - Demo
- 2012 - Evoluce, aneb za dveřmi stojí nahý chlap
- 2013 - EGO

### Dona Said Yes
- 2010/2011 - My name is Dona! - sólové autorské CD
- 2012 - The Animal In Me

## Zajímavosti
- Prvním velkým hudebním vzorem, díky němuž začala Dona hrát na elektrickou kytaru, byla kytaristka kapely 4 Non Blondes Linda Perry.
- První píseň (Pavouk na klice), ve které Dona anglicky rapuje se vyskytla už v roce 2006 a to na CD Kaprioly Absurdní. Tuto píseň později přehrála na CD Monday (2009).
- V Kapriole hrálo celkem třináct lidí, z toho za bicími stálo postupně šest bubenic + bubeníků.
- Skladba Pagunini byla nahrána celkem pětkrát, poprvé v roce 2004. Na CD Monday se objevila v polsko-ostravském dialektu.